# Pastor-grego
O Pastor-grego (em grego: Ελληνικός Ποιμενικός, Ellinikós Pimenikós) é uma raça grega de cão guardião de gado que foi criado durante séculos para proteger o gado nas regiões montanhosas do país.

## Descrição
O Pastor-grego é um cão de tamanho grande, mas não gigante, com um corpo sólido e físico poderoso que é capaz de conduzir o rebanho e, também, enfrentar ameaças, mantendo a sua superioridade física. Sua cabeça é grande. O crânio é normalmente curvo, e é quase tão grande quanto longo. O focinho e masseteres são largos e profundos. Ele tem uma mordedura geralmente em tesoura com lábios ligeiramente soltos. A pele é grossa e é coberta por uma densa pelagem. O corte de orelhas não é permitido, e os cães com orelhas cortadas não podem competir em exposições. A cauda é grossa na base. Alguns possuem caudas longas, enquanto outros têm caudas naturalmente curtas ou nascem sem caudas. A pelagem dupla é densa e abundante. Cores da pelagem incluem preto, marrom-cinzento e branco. A raça nunca foi selecionada pela cor, mas sim por outras características como uma ossatura pesada, boa musculatura, e uma pelagem densa semi-longa.
Quanto a altura os machos possuem de 65-75 cm a cernelha e as fêmeas de 60-68 cm. Quanto ao peso, os machos tem entre 38-50 kg e as fêmeas entre 32-42 kg.

## Temperamento

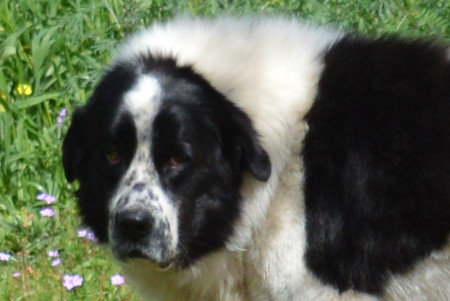
Pastor-grego

Um Pastor-grego pode não ser adequado para proprietários inexperientes. Assim como todos os cães guardiões, eles tendem a ter personalidade independente. Eles são considerados cães de trabalho corajosos, decididos, fieis, com um elevado sentido do dever e forte instinto de proteção para com o rebanho de animais e o seu território. Naturalmente cauteloso, leal apenas com o líder, o Pastor-grego pode ser caracterizado como o Grande cão pastor montanhês da Grécia. Eles não toleram comportamento violento ou treino violento. Estes independentes cães precisam de treino consistente e orientação inteligente. Desconfiado na presença de estranhos, não fazem amigos com facilidade. Podem parecer calmos, mas estão prontos para proteger a todo o custo a qualquer momento. Ao proteger seu rebanho eles se movem ao longo do território, procurando lugares onde eles serão capazes de ver uma grande área. Eles são agressivos contra os animais selvagens e são capazes de afugentá-los com seu latido profundo. Se seu latido não afastá-los, eles  perseguem o intruso e o atacam. A socialização precoce é essencial para que o cão seja um confiável companheiro. Eles podem ser bem treinados, mas têm a tendência de julgar uma situação antes de tomar qualquer ação.

## Pastor-grego hoje
O declínio da pecuária e os cruzamentos descontrolados com outros cães provavelmente das raças São Bernado e border collie assim formando suas características destintas alteraram suas características distintivas, e estima-se que, atualmente, menos de 3000 pastores-gregos puros restem no país. Em uma tentativa de resgatar, ARCTUROS (Αρκτούρου, uma organização ambiental urbana) tem vindo a implementar o Programa de Criação do Cão Pastor-grego desde 1998.